# Ісидор Рабі
Ісидор Айзек Рабі (29 липня 1898, Риманів, Австро-Угорщина (нині — Польща) — 11 січня 1988, Нью-Йорк, США) — фізик, лауреат Нобелівської премії (1944).

## Біографія
Рабі Ісідор народився 29 липня 1898 року в Риманові, містечку Західної Галичини. В еміграцію майбутній вчений потрапив відразу після народження — був вивезений до Америки, куди емігрували його батьки. Родина хотіла, щоб Ісидор став рабином, але в юнакові з дитинства виявився потяг до науки та техніки (підлітком він опублікував статтю про те, як власноруч можна виготовляти електричні конденсатори).
За видатні успіхи Ісидор Рабі здобув регентську стипендію штату Нью-Йорк, яка передбачала оплату навчання в Корнельському університеті міста Ітаки (штат Нью-Йорк). З 1923 року навчався в Колумбійському університеті і в 1926 році здобув науковий ступінь доктора з фізики.
Здобувши вищу освіту, Ісидор Рабі виборов стипендію для постдокторських досліджень, яка дозволила йому побувати в Європі (Німеччині, Данії), де він встановив дружні стосунки з Нільсом Бором, Отто Штерном, Вольфгангом Паулі. 1929 року Рабі повертається до США й стає викладачем Колумбійського університету (з 1932 — адьюнкт-професором).
З початком ІІ-ї світової війни Ісидор Рабі працює на оборону США: у радіолокаційній лабораторії Массачусетського технологічного інституту вчений удосконалював радарні системи (в ті часи багато хто в США недооцінював значення атомної зброї й був переконаний, що надійна протиповітряна система важливіша для оборони союзників). Ісидор Рабі, відмовившись від участі в Манхеттенському проєкті (розробка в Лос-Аламосі першої атомної бомби), разом з тим часто відвідував лабораторії центру й став консультантом Оппенгеймера — керівника атомного проєкту. Саме у воєнні роки (1944) Рабі був удостоєний Нобелівської премії з фізики «за резонансний метод вимірювання магнітних властивостей атомних ядер». Церемонія вручення високих нагород була відкладена через війну. Виступаючи по радіо, член Шведської королівської академії наук Е. Хюльтен так оцінив відкриття Ісидора Рабі: «За допомогою цього методу встановлено радіозв'язок з найменшими частинками речовини, з світом електронів та атомного ядра».
1945 року вчений повернувся до Колумбійського університету, де очолив фізичний факультет. З 1964 року Ісидор Рабі — професор цього вишу.

## Нагороди
Крім Нобелівської премії вчений був нагороджений, зокрема, медаллю Елліота Кресона Франкліновського інституту, міжнародною золотою медаллю Нільса Бора Данського товариства інженерів, електриків та механіків, премією «За мирний атом», встановленою Фондом Форда, золотою медаллю Папіна Колумбійського університету. Ісидор Рабі — кавалер бразильського ордена Південного хреста та французького ордена Почесного легіону.
1985 року в Колумбійському університеті на знак визнання заслуг вченого засновано кафедру фізики імені І. Рабі.
1967 року нагороджений премією «Атоми для миру».